# Michal Šimečka
Michal Šimečka (Bratislava, 10 de mayo de 1984) es un político, investigador y ex periodista eslovaco, que ejerce como vicepresidente del Parlamento Europeo desde 2022 y miembro del Parlamento Europeo desde 2019. Es miembro fundador del partido socioliberal Eslovaquia Progresista, y su líder desde 2022.
Šimečka fue elegido vicepresidente del grupo político europeo Renovar Europa en 2020.

## Temprana edad y educación
Šimečka obtuvo una licenciatura en ciencias políticas y relaciones internacionales de la Universidad Carolina de Praga en 2006. 
Luego obtuvo una maestría en Estudios Rusos y de Europa del Este en St Antony's College de la Universidad de Oxford en 2008, antes de mudarse a Nuffield College, donde recibió un doctorado en Política y Relaciones Internacionales en 2012.

## Carrera temprana
Después de sus estudios, Šimečka trabajó como profesor en Praga y Bratislava. Fue asesor de política exterior en el Parlamento Europeo de 2011 a 2014. Šimečka también trabajó en el Centro de Estudios de Política Europea en Bruselas desde 2013, antes de trasladarse al Instituto de Relaciones Internacionales de Praga como investigador en 2015.
Como periodista, Šimečka escribió para el periódico eslovaco SME de 2002 a 2004 y luego para Financial Times de 2004 a 2006.

## Miembro del Parlamento Europeo
En el parlamento, Šimečka forma parte de la Comisión de Libertades Civiles, Justicia y Asuntos Internos . Además de sus funciones en comisiones, forma parte de las delegaciones del parlamento en el Comité de Asociación Parlamentaria UE-Ucrania y en la Asamblea Parlamentaria Euronest. También es miembro del Intergrupo del Parlamento Europeo sobre Derechos LGBT y del Intergrupo del Parlamento Europeo sobre Minorías Tradicionales, Comunidades Nacionales e Idiomas.
Desde 2020 hasta 2021, Šimečka se desempeñó como vicepresidente del grupo parlamentario Renovar Europa, bajo el liderazgo del presidente Dacian Cioloș.
En noviembre de 2019, Šimečka fue elegido ponente sobre el establecimiento de un Mecanismo de la UE para la democracia, el Estado de derecho y los derechos fundamentales. En octubre de 2020, presentó su propuesta de un mecanismo que combine varias herramientas para controlar el respeto del Estado de derecho y de los valores europeos, que obtuvo el apoyo mayoritario en el Parlamento Europeo.
Šimečka argumentó que la UE debería hacer más para abordar el abuso de la financiación de la UE, y escribió que debería terminar "un acuerdo implícito entre contribuyentes netos y receptores netos: nosotros pagamos por el acceso al mercado, usted es libre de abusar de los fondos".

## Vida personal
Šimečka es hijo del periodista Martin Milan Šimečka y nieto del filósofo, escritor y disidente Martin Milan Šimečka. Vive en Bratislava con su pareja Soňa y su hija Táňa.